# Alain Terzian
Pour les articles homonymes, voir Terzian.
Antranik Terzian, dit Alain Terzian, né le 2 mai 1949 dans le 14e arrondissement de Paris, est un producteur de cinéma français d'origine arménienne. Il est président de l'Académie des César de 2003 à 2020.

## Biographie
Alain Terzian a une enfance studieuse, et étudie successivement au lycée Montaigne, au lycée Louis-le-Grand, à l'université Panthéon-Assas et à Sciences-Po. Dans sa jeunesse, il est très ami avec Jacques Attali et son frère Bernard Attali.
En 2003, il est élu président de l'Académie des César, poste dont il démissionnera en 2020 lors de la démission collective du conseil d'administration de l’Académie qui mènera à une restructuration profonde de l'institution.
En 2012, il soutient Nicolas Sarkozy lors de l'élection présidentielle.
En 2017, il soutient Emmanuel Macron lors de l'élection présidentielle car il le considère comme étant « un homme de culture ».
Il est producteur de cinéma à travers sa société Alter Films, succédant à ses deux autres sociétés T Films et Messine Films.

## Controverses
En janvier 2020, à quelques semaines de la 45e cérémonie des César, il refuse la participation de Virginie Despentes et Claire Denis, choisies par des acteurs pour être leurs marraines au dîner des Révélations des César. Les critiques fusent et le soir du dîner des Révélations, plusieurs acteurs et réalisateurs, dont Cédric Klapisch, Michel Hazanavicius et Marina Foïs, refusent « qu’il y ait des artistes désirables et indésirables » et dénoncent « des agissements discriminatoires indignes » ainsi qu'« un fait du prince » dans l’organisation des activités de l'Académie. Alain Terzian présente alors ses « sincères excuses » mais n'explique aucunement sa décision.
Un mois plus tard, dans une tribune parue dans Le Monde, 400 personnalités du cinéma dont Jacques Audiard, Bertrand Tavernier, Omar Sy, Michel Hazanavicius, Agnès Jaoui et Marina Foïs, réclament une « réforme en profondeur » de l’Académie des César : il lui est reproché des « dysfonctionnements », une « opacité des comptes » qui ne sont plus publiés, des statuts qui « n’ont pas évolué depuis très longtemps » et qui reposent toujours sur la « cooptation » ainsi que la gestion autocratique de son président, Alain Terzian.
En février, cette polémique mènera à la démission collective du conseil d'administration de l’Académie.

### Fonctions professionnelles
- Président de l'Union des producteurs de films
- Président de l'Académie des arts et techniques du cinéma depuis 2003 (gère les César du cinéma)
- Membre du conseil d'administration du Festival de Cannes
- Membre du Conseil économique, social et environnemental[11]
- Membre permanent du jury du Prix des prix littéraires depuis 2011

## Filmographie

### Comme producteur
- 1978 : Les Ringards de Robert Pouret
- 1979 : Les Charlots en délire d'Alain Basnier
- 1979 : Le Toubib de Pierre Granier-Deferre
- 1979 : Laura, les ombres de l'été de David Hamilton
- 1980 : Trois hommes à abattre de Jacques Deray
- 1981 : La Revanche de Pierre Lary
- 1982 : Boulevard des assassins de Boramy Tioulong
- 1982 : Le Choc de Robin Davis
- 1982 : L'Indiscrétion de Pierre Lary
- 1982 : Que les gros salaires lèvent le doigt ! de Denys Granier-Deferre
- 1983 : Le Battant d'Alain Delon
- 1983 : Premiers Désirs de David Hamilton
- 1983 : Le Jeune Marié de Bernard Stora
- 1983 : L'Ami de Vincent de Pierre Granier-Deferre
- 1984 : La Crime de Philippe Labro
- 1984 : Femmes de personne de Christopher Frank
- 1984 : La Smala de Jean-Loup Hubert
- 1984 : Rive droite, rive gauche de Philippe Labro
- 1984 : L'Année des méduses de Christopher Frank
- 1985 : Rendez-vous d'André Téchiné
- 1985 : L'Homme aux yeux d'argent de Pierre Granier-Deferre
- 1986 : La Gitane de Philippe de Broca
- 1986 : Le Débutant de Daniel Janneau et Francis Perrin
- 1986 : Le Lieu du crime d'André Téchiné
- 1987 : Club de rencontres de Michel Lang
- 1987 : Spirale de Christopher Frank
- 1987 : Vent de Panique de Bernard Stora
- 1987 : Les Innocents d'André Téchiné
- 1988 : La Passerelle de Jean-Claude Sussfeld
- 1988 : Bonjour l'angoisse de Pierre Tchernia
- 1991 : L'Opération Corned-Beef de Jean-Marie Poiré
- 1991 : Les Clés du paradis de Philippe de Broca
- 1993 : Les Visiteurs de Jean-Marie Poiré
- 1993 : Fanfan d'Alexandre Jardin
- 1995 : Les Anges gardiens de Jean-Marie Poiré
- 1996 : Ma femme me quitte de Didier Kaminka
- 1997 : Les Sœurs Soleil de Jeannot Szwarc
- 1997 : Héroïnes de Gérard Krawczyk
- 1998 : Les Couloirs du temps : Les Visiteurs 2 de Jean-Marie Poiré
- 1999 : Tout baigne! d'Éric Civanyan
- 2000 : Le Prof d'Alexandre Jardin
- 2003 : Je reste ! de Diane Kurys
- 2005 : Anthony Zimmer de Jérôme Salle
- 2006 : Le Passager de l'été de Florence Moncorgé-Gabin
- 2006 : Président de Lionel Delplanque
- 2007 : Ce soir, je dors chez toi d'Olivier Baroux
- 2009 : Le code a changé de Danièle Thompson
- 2009 : Le Premier Cercle de Laurent Tuel
- 2009 : Le Coach d'Olivier Doran
- 2011 : Requiem pour une tueuse de Jérôme Le Gris (pseudonyme de Jérôme Le Maire)
- 2013 : Hôtel Normandy de Charles Nemes
- 2015 : Premiers crus de Jérôme Le Maire
- 2020 : Chacun chez soi de Michèle Laroque

### Comme acteur
- 1986 : La Gitane de Philippe de Broca : un banquier
- 1987 : Club de rencontres de Michel Lang
- 1989 : Les cigognes n'en font qu'à leur tête de Didier Kaminka
- 1990 : Promotion canapé de Didier Kaminka : un banquier
- 1991 : Les Clés du paradis de Philippe de Broca : Raoul, le libraire
- 1991 : L'Opération Corned-Beef de Jean-Marie Poiré : concierge au Plaza
- 2003 : Les Clefs de bagnole de Laurent Baffie : lui-même

## Distinctions

### Décorations
- Officier de l'ordre national du Mérite (2008)[12] ; chevalier (1989)
- Commandeur de la Légion d'honneur (2012)[13] ; officier (2004) ; chevalier (1994)[14]
- Commandeur de l'ordre des Arts et des Lettres (2018)[15]

### Médaille
- Médaille de la Ville de Paris, échelon Vermeil[Quand ?]